# Simning

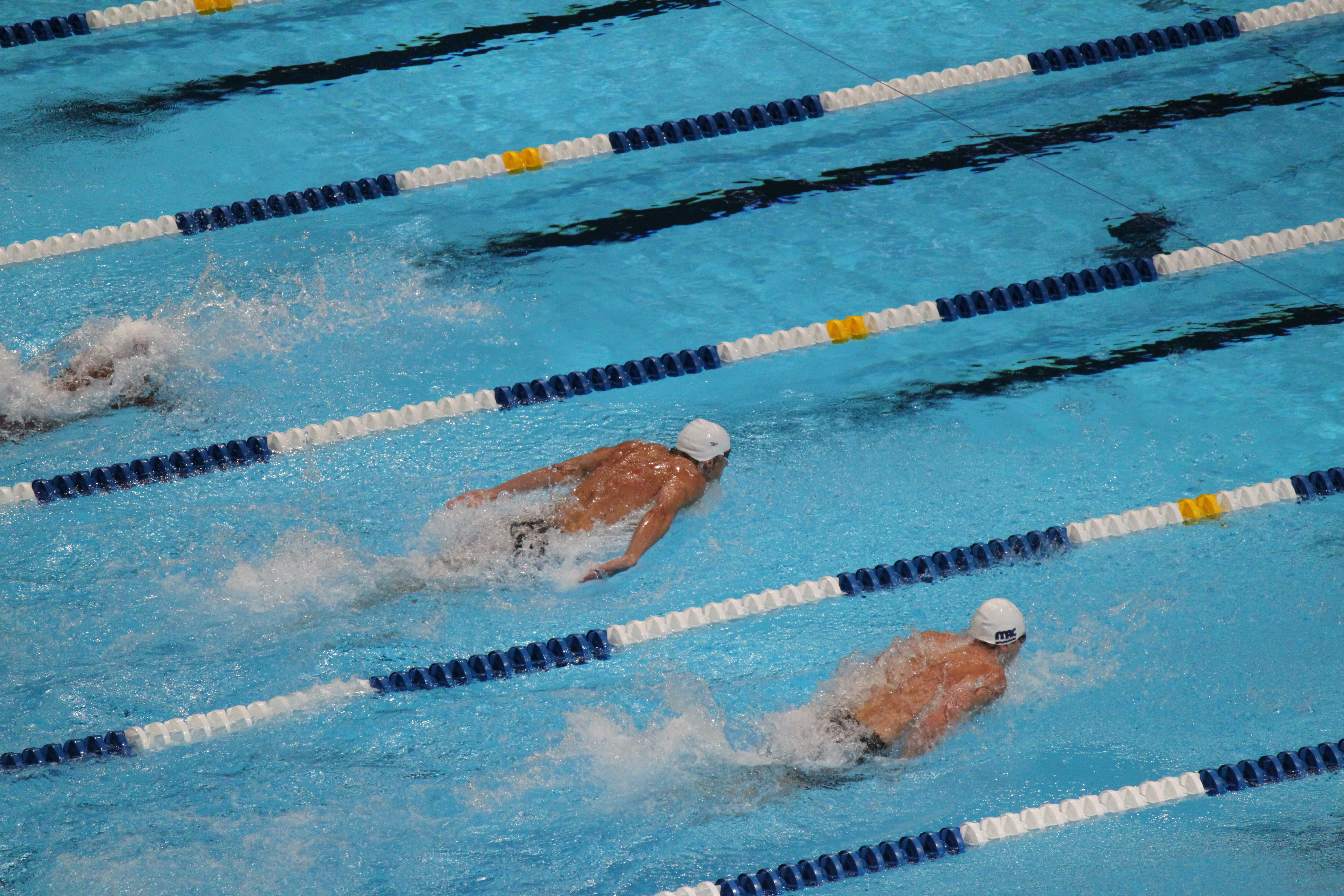
Michael Phelps (i mitten), den mest framgångsrika olympiern genom tiderna. Under sin olympiska simmarkarriär erövrade han 2004, 2008, 2012 och 2016 sammanlagt 23 guld, 3 silver och 2 brons. Här 2012 med bland andra Davis Tarwater under tävling i fjärilsim.

Simning är att ta sig fram i vatten med hjälp av kroppsrörelser, i huvudsak utförda med armar och ben. Simning kan ske utomhus i naturliga vattensamlingar av skilda slag – hav, sjöar och vattendrag – eller i för ändamålet inrättade simbassänger, belägna utomhus eller i speciella simhallar och badhus. Tävlingar i simning anordnas återkommande, från klubbmästerskap till mästerskap på nationell och internationell nivå.
Det finns fyra olika simsätt som används vid tävlingar. De är fjärilsim, ryggsim, crawl (frisim) och bröstsim.

## Historia

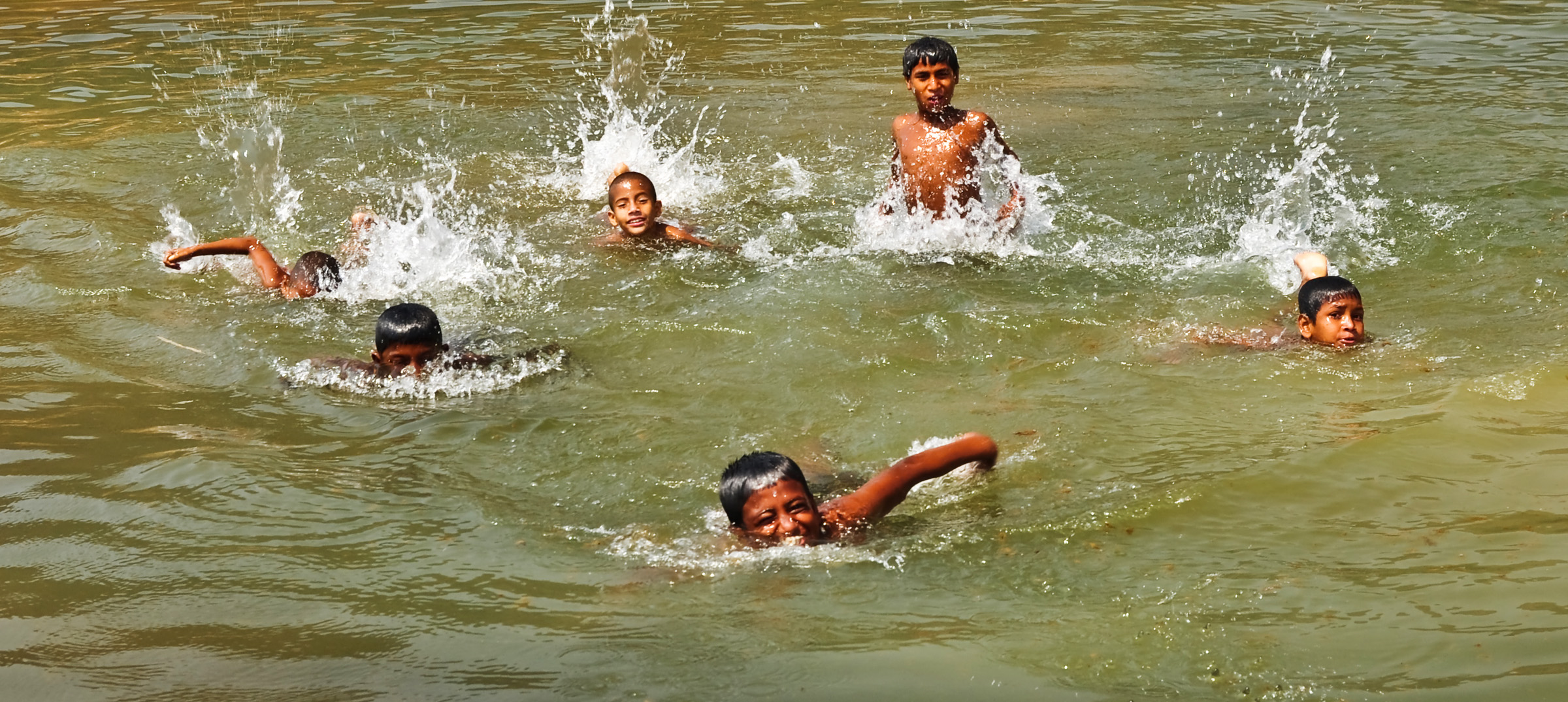
Barn simmar i Bangladesh.

Simning är en kroppsteknik som finns spridd över hela världen. I västvärlden har simning gått genom olika perioder av popularitet och stagnation. Under medeltiden var kunskapen mycket lite spridd. Under tidigmodern tid skulle dock nya medicinska inställningar till kroppen och dess förhållande till vätskor, tillsammans med kyrkans sviktande makt över sedlighetsbegreppet och Romantiken bidra till att popularisera simningen. Vid de Europeiska kusterna öppnades bad, som i Strömstad 1786, och i städerna återkom simhallarna som under 1500-talet hade stängts för att de var ohygieniska och osedliga. Simsällskap, likt Upsala Simsällskap som var den första av dem alla (1796), bildades av dem som ville vidare sprida simkunskap och uppskattning för sysselsättningen.

## Former
Träning 
Simning är en väldigt krävande sport, det krävs att man ska hålla sig i form för att prestera så bra som möjligt. Elit-simmare tränar ca 10 pass per vecka eller mer, både på gym och i bassängen. 

### Tävling
Tävlingssimmare mäter sina krafter i fyra olika simsätt och lagkapper vid svenska och internationella mästerskap. Dessa går ut på att ta sig en viss sträcka på ett visst sätt på kortast tid ibland kallat snabbsim. Tävlingar arrangeras i bassänger med längden 50 meter (långbana), 25 meter (kortbana) eller i 25-yardsbassäng.
Simbassängen är utmärkt med flera markeringar. Ett 5-metersmärke med flaggor över bassängen, för att man ska veta när väggen kommer vid ryggsim där man inte kan se rakt fram. Det finns en likadan markering efter 20 meter (kortbana). Det finns även en 15-metersmarkering från båda sidorna av bassängen. De visar hur långt man får simma under vattnet efter starten och vändningarna på fjäril-, rygg- och frisim. Mästerskapstävlingar arrangeras också i öppet vatten, på sträckorna 5, 10 och 25 km. För äldre simmare tävlas även i s.k. Masters. Tävlingarna är indelade i åldersgrupper i 5-årsintervaller, 25-29 år, 30-34 år, 35-39 år osv.
Simning ingår också som tävlingsgren i triathlon, aquathlon (simning i öppet vatten+löpning) och modern femkamp (i bassäng).
Se vidare världsrekord i simning.

#### Simsätt
- Fjärilsim, tävlas i sträckor om 25 (kortbana), 50, 100 och 200 meter.
- Ryggsim, tävlas i sträckor om 25 (kortbana), 50, 100 och 200 meter.
- Bröstsim, tävlas i sträckor om 25 (kortbana), 50, 100 och 200 meter.
- Frisim, tävlas i sträckor om 25 (kortbana), 50, 100, 200, 400, 800 och 1500 meter. Även långdistans, öppet vatten, varierande sträckor, i OS är det 10 km. Frisim betyder valfritt simsätt, i praktiken används crawl av tävlingssimmare.

Fjärilsim framifrån.
Bröstsim ovanifrån.
Crawl ovanifrån.
Ryggsim från sidan.

På simtävlingar tävlar man även i:
- Medley, individuellt, som består av de övriga fyra i ovanstående ordning. Man tävlar i 100 (kortbana), 200 och 400 meter.
- Lagkapper
  - Frisim, 4x50, 4x100 och 4x200 meter
  - Medley, 4x50 och 4x100 meter, simsättsordningen skiljer sig från individuell medley och simmas i ordningen: ryggsim, bröstsim, fjärilsim, frisim

#### Tävlingar
- EM i simning (kortbana)
- EM i simning (långbana)
- JSM i simning (kortbana)
- JSM i simning (långbana)
- Olympiska sommarspelen (långbana)
- SM i simning (kortbana)
- SM i simning (långbana)
- SUM-SIM (kortbana)
- SUM-SIM (långbana)
- VM i simning (kortbana)
- VM i simning (långbana)
- Svenska Grand Prix i simning
- Världscupen i simning
- Vansbrosimningen
- DM
- JDM
- Masterssimning

I Sverige simmas SM och JSM i långbana under samma tävling på sommaren, tävlingen simmas med JSM-finaler under försökspassen och SM-finaler under finalpassen.

### Motion

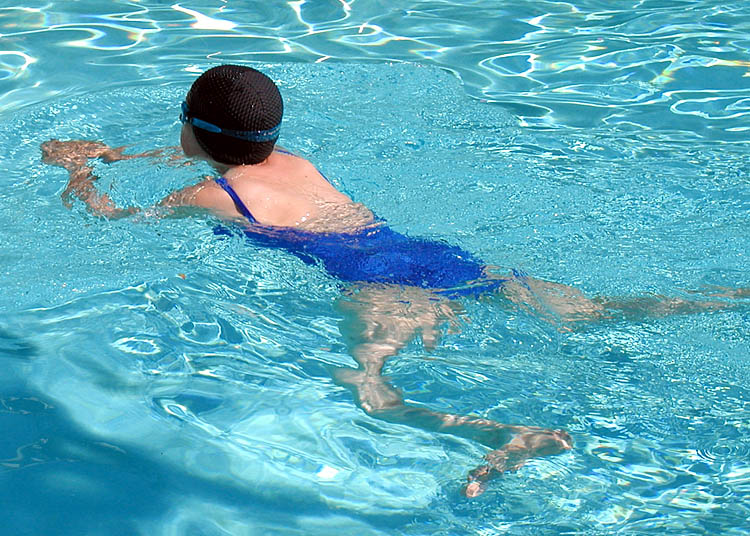
Kvinna simmar bröstsim.

Simning är ett optimalt sätt att träna kroppen då många muskelgrupper arbetar samtidigt. Man tränar både armar och ben när man simmar rygg och crawl. Axlarna är också en del av kroppen som man använder mycket, därför har många tävlingssimmare problem med axlarna och därför är det viktigt att värma upp axlarna ordentligt innan man börjar simma. I flera länder finns utmärkelser för att uppmuntra motionssim, såsom simmärken.

### Bad
Bad är simning i tvagande eller underhållande syfte. Detta sker ofta i sjöar utomhus när det är varmt. Simning eller bad i hav, där vågor förekommer, är också ett känt fenomen.

### Dykning
Dykning är när man simmar under vattnet, det är svårt att vara under vattnet en längre tid eftersom man inte kan andas där om man inte har dykarutrustning för detta ändamål. 
Man kan också dyka ner i vattnet, dvs hoppa från en pall eller kant med armarna raka framför huvudet och dyka i.

### Räddning

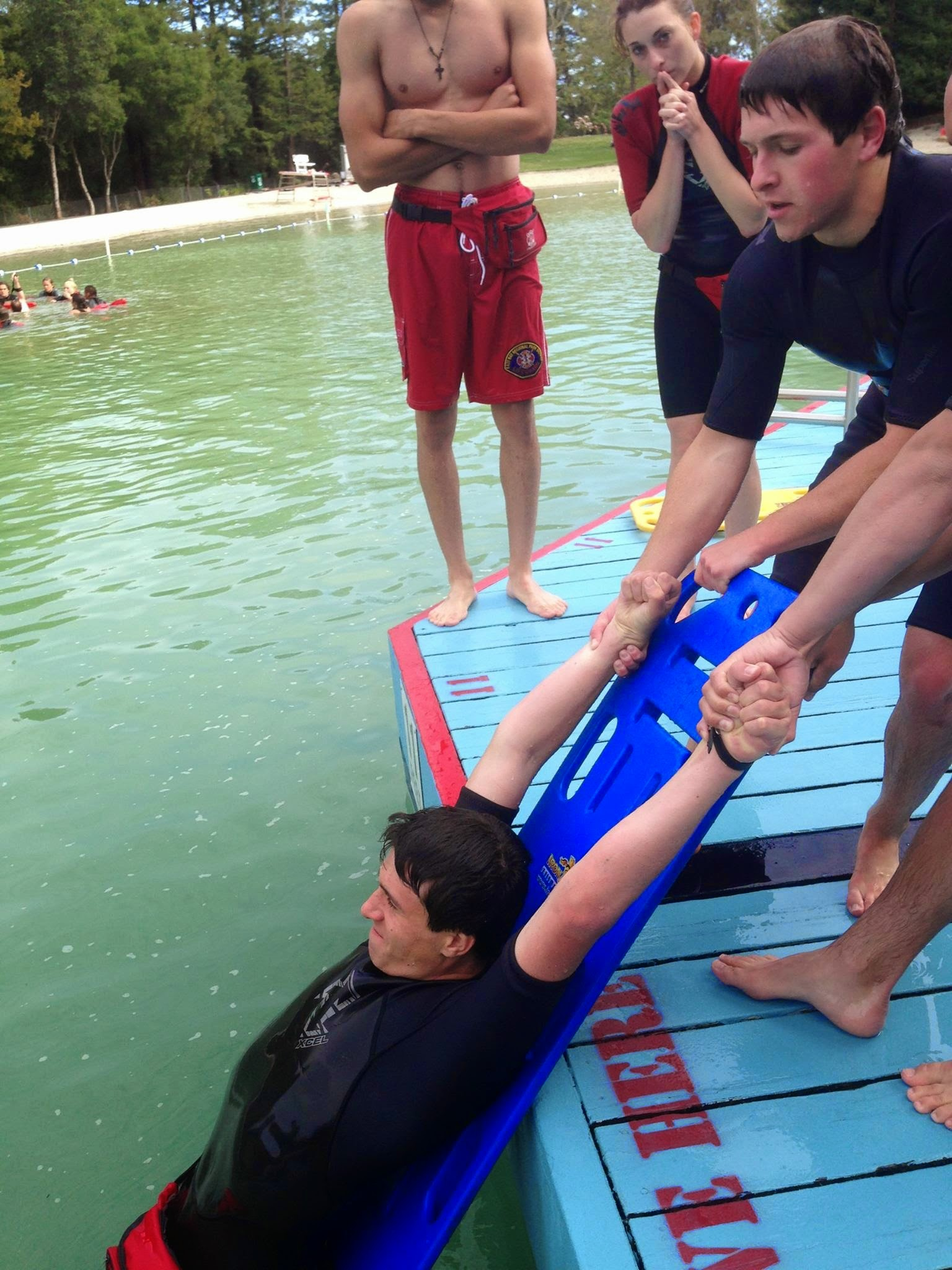
Träning för livräddare kan involvera att dra upp en person med ryggskador ur vattnet.

Människor kan hamna i fara när de simmar och behöver då räddas. Eftersom det kan uppstå mycket extrema situationer är det väldigt krävande att vara livräddare. Därför finns ofta badvakter som övervakar badställen och som har särskild utbildning.
Det finns även speciella tävlingsmoment och övningar för att träna sina räddningsegenskaper.

## Utrustning
Simmare klär sig oftast i badkläder. I samband med bad brukar män föredra att bära badshorts och kvinnor bikini och baddräkt . Vid simning i kalla hav, sjöar och vattendrag förekommer också att man simmar i våtdräkt för att skydda mot kyla, men det ger också en klar fördel eftersom man flyter bättre. Det finns de som simmar med vanliga kläder (se även Klädsim) men det är opraktiskt och en säkerhetsrisk så det är inte så vanligt.
Tävlingssimmare klär sig vanligen i badbyxor (män) eller baddräkt (kvinnor). På senare tid har den s.k. hajdräkten blivit ett populärt plagg hos både kvinnliga och manliga tävlingssimmare. Vid lanseringen av hajdräkten gjorde internationella simförbundet ett undantag i reglerna. Enligt simningens stadgar fick man ej använda kläder eller något andra ting som ökar prestationen förutom: badkläder, simglasögon och badmössa. Hajdräkten hade teflon eller dylikt material som minskade vattenmotståndet, vilket inte vanliga badkläder gör. Sedan 2010 är hajdräkten förbjuden och killars badbyxor får ej vara längre än till knäna eller över naveln. För tjejer får baddräkten ej vara längre än till knäna eller ha dragkedja vid ryggen. Man valde detta för man ville inte att simning skulle bli en materialsport.
I regel använder tävlingssimmare simglasögon och  badmössa. Inom bad och dykning händer det också att man använder cyklop och snorkel. Tävlingssimmare använder ofta platta, dolme, simfenor och paddlar när de tränar i syfte att fokusera på vissa moment i simningen.

## Galleri

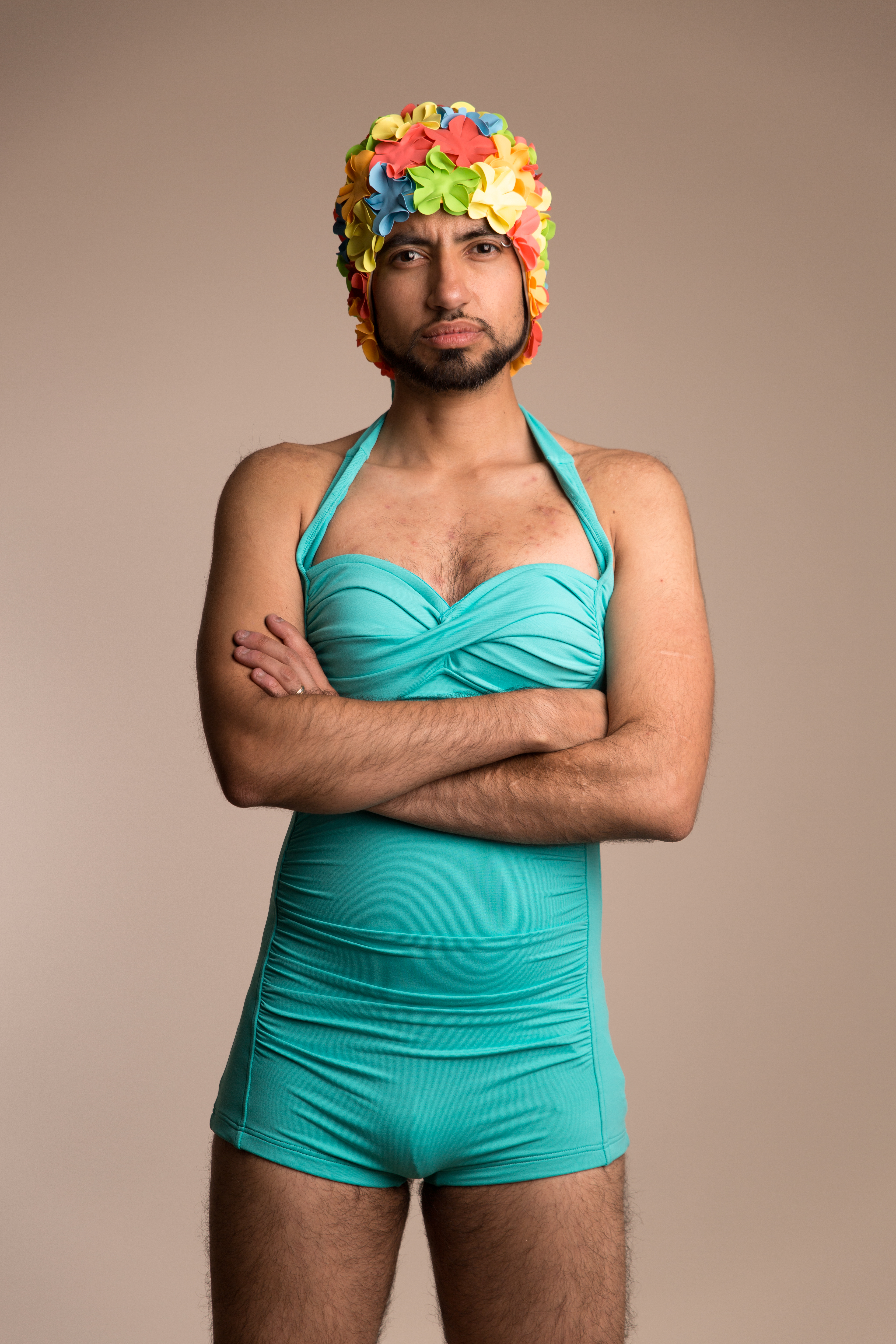
Simdräkt och badmössa.
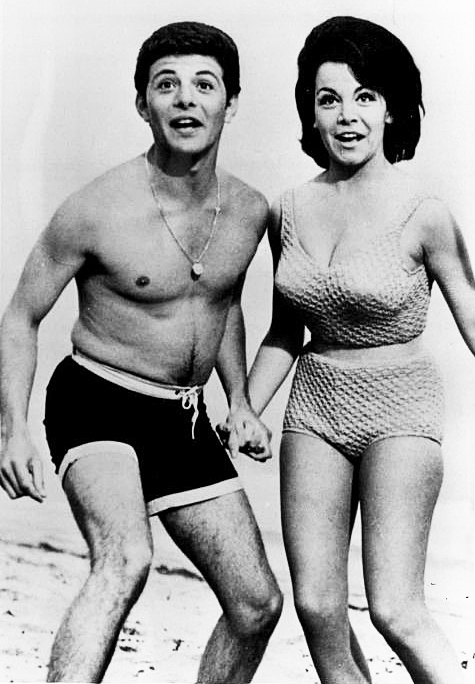
Badkläder från mitten av 1960-talet.
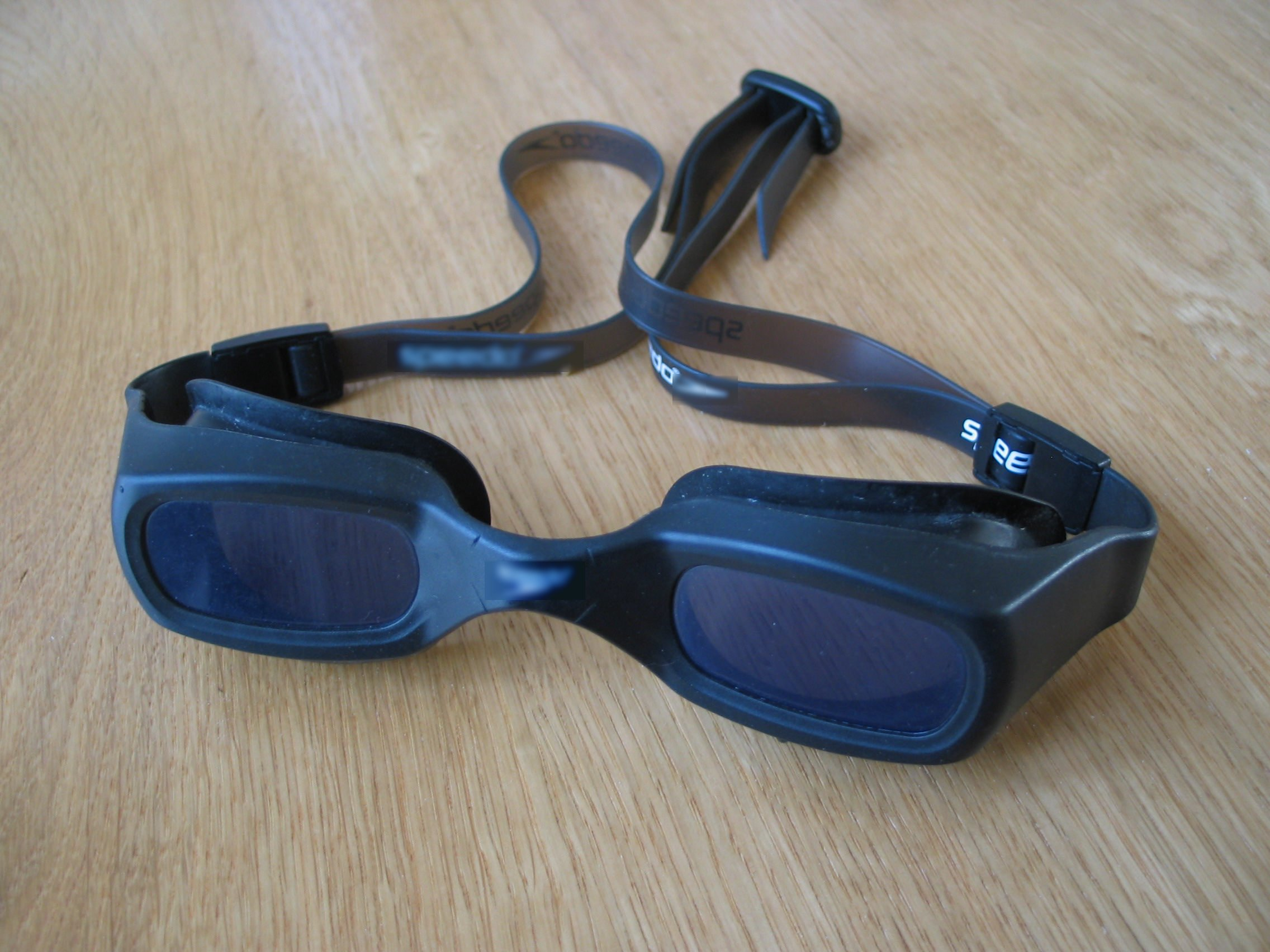
Simglasögon.
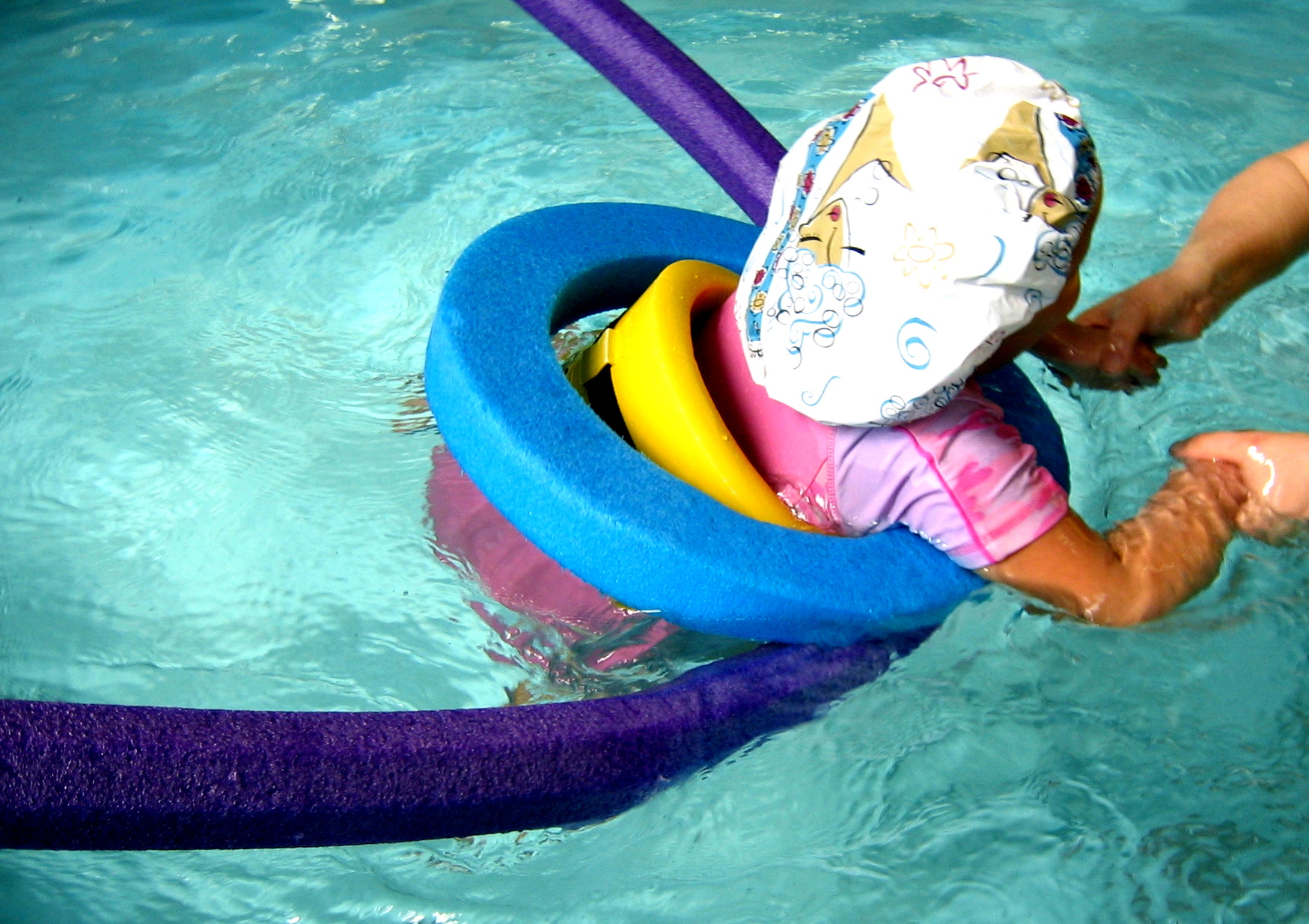
För små barn kan såväl ringar och stänger av olika flytmaterial vara aktuella.
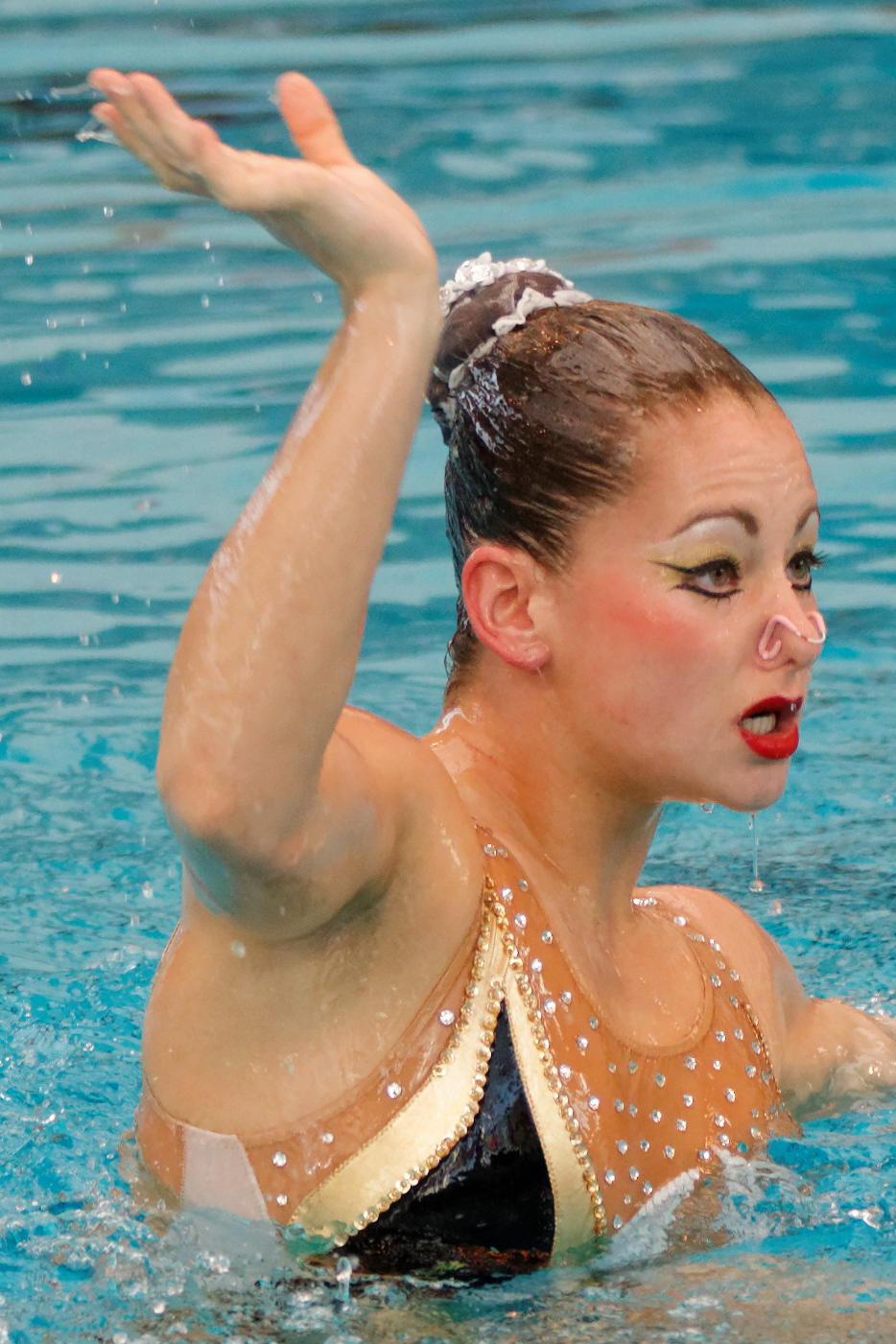
Näsklämmor används bland annat vid konstsim.
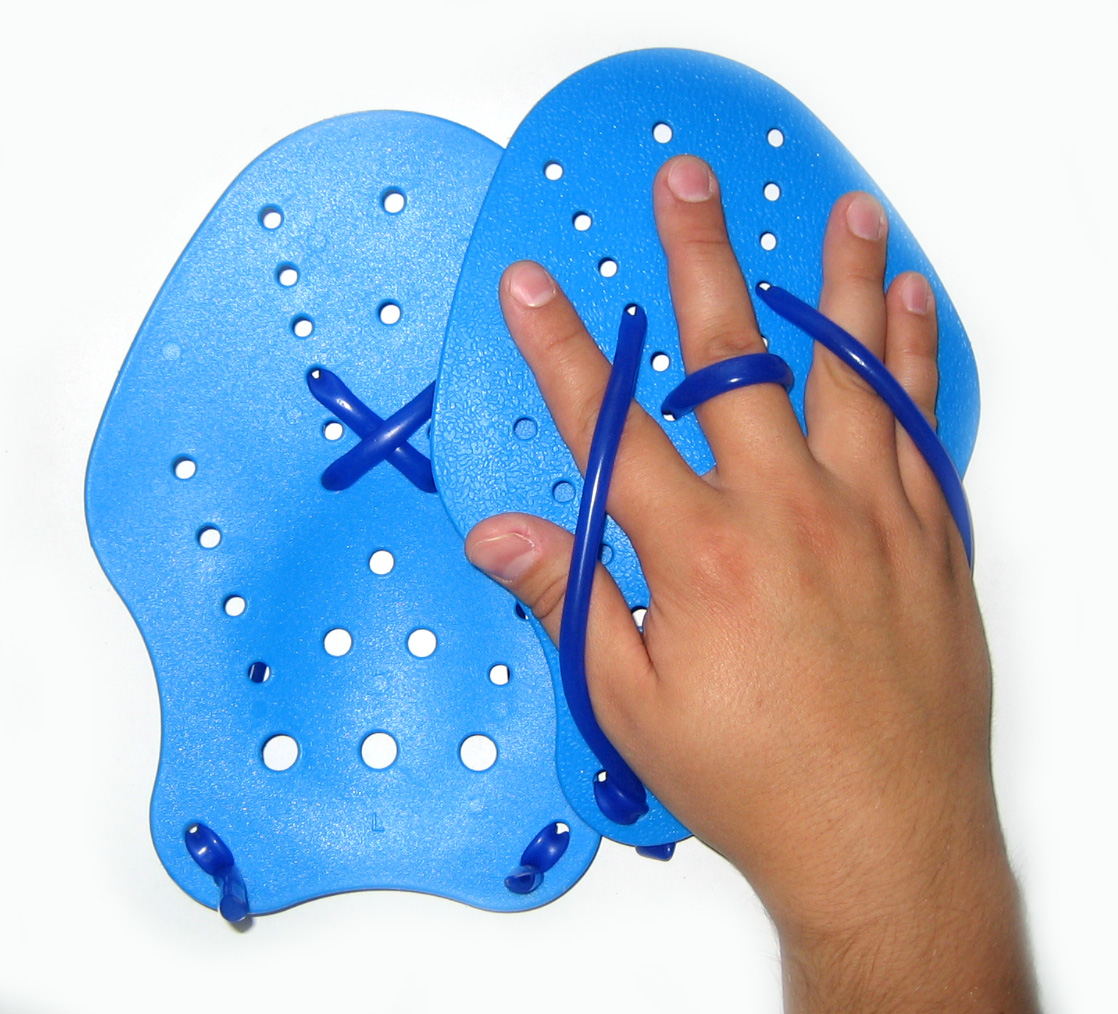
Paddlar används bland annat för simträning.